# النهيا (البة)
النَّهْيَا أو (نقحرة: أنايا دي ألبا) هي قرية وبلدية في مقاطعة شلمنقة غرب إسبانيا وهي جزء من منطقة الحكم الذاتي في قشتالة ليون . تقع على 32 كيلومتر (20 ميل) من مدينة شلمنقة ويبلغ عدد سكانها 271 نسمة. تغطي البلدية مساحة 37 كيلومتر مربع (14 ميل2) .